# The Secret of Monkey Island
The Secret Of Monkey Island es una aventura gráfica publicada originalmente por LucasFilm Games en octubre de 1990 donde se parodian historias de piratas, creando un mundo de humor que revolucionó el género. Su éxito provocó que se realizaran cuatro secuelas más: Monkey Island 2: LeChuck's Revenge, The Curse of Monkey Island, Escape from Monkey Island y Tales of Monkey Island.
The Secret of Monkey Island fue el quinto juego en usar la tecnología SCUMM —tras Maniac Mansion, Zak McKracken, Indiana Jones and the Last Crusade: The Graphic Adventure y Loom—, un potente motor para la época diseñado para aventuras gráficas, basado en un lenguaje script propio y desarrollado para la primera aventura: Maniac Mansion. Originalmente, consistía en cuatro disquetes de baja densidad, con gráficos EGA (16 colores), pero subsiguientes mejoras en el SCUMM dieron lugar a versiones con gráficos VGA (256 colores) y, finalmente, en CD-ROM con mejoras de sonido. La aventura gráfica debutó primeramente en las plataformas Amiga, Atari ST, MS-DOS y Macintosh, siendo las dos primeras las de superior calidad hasta la llegada de la versión VGA.[cita requerida]

## Argumento

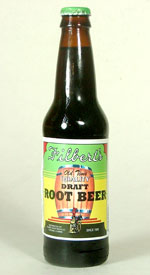
Botella de Filbert's Old Time Root Beer

El juego comienza en una isla caribeña llamada Mêlée Island, donde un joven llamado Guybrush Threepwood quiere ser pirata. Para ello, busca a los líderes pirata de la zona, quienes le encomiendan tres desafíos que le permitirán convertirse en uno de ellos: derrotar a Carla, la maestra de esgrima, en un duelo de espadas e insultos; robar una estatua de la mansión de la Gobernadora; y encontrar un tesoro enterrado.
Mientras trata de acometer los tres retos, Guybrush conocerá a personajes de distinta índole, entre ellos se encuentra el vendedor de barcos usados Stan, Meathook (un hombre con garfios en ambas manos), un prisionero llamado Otis, los tres hombres de baja catadura moral, y la más importante, Elaine Marley la atractiva Gobernadora de la isla Meleé. Sin embargo no todos los encuentros serán agradables, Guybrush también conocerá al Pirata Fantasma LeChuck, quien ha estado enamorado de Elaine desde los días en que estaba aún vivo y que ahora trama un oscuro plan. 
Mientras Guybrush está ocupado intentando ser pirata, la tripulación fantasma de LeChuck secuestra a Elaine y la lleva hasta Monkey Island. Para tratar de rescatarla, Guybrush reúne una tripulación (Carla, Meathook y Otis), compra un barco (a Stan) y se embarca en busca de la misteriosa isla.
Tras algunos contratiempos durante el viaje, Guybrush finalmente llega a Monkey Island. Decide explorar la isla y, además de monos, descubre que allí habita una tribu de caníbales con cabeza de vegetales y un extraño ermitaño llamado Herman Toothrot. En su búsqueda de Elaine, nuestro protagonista se adentra en el interior de la isla donde descubre una gigantesca cabeza de mono que a su vez da acceso a un siniestro sistema de cavernas infernales. Tras recorrerlo ayudado por un peculiar "guía", finalmente localiza la siniestra guarida de LeChuck y sus piratas fantasma.
Tras ayudar a los caníbales a recuperar un ingrediente vudú perdido (una raíz mágica), éstos le facilitan una botella con sifón llena de “elixir de raíz vudú” que es capaz de destruir fantasmas. Con su nueva "arma", Guybrush se dirige a la guarida de LeChuck para enfrentarse a él, pero descubre que éste se ha marchado a Mêlée para casarse con Elaine.
Guybrush regresa apresuradamente a Mêlée y llega a la iglesia justo a tiempo para evitar el enlace. Sin embargo cuando trata de interrumpir el evento se da cuenta de que Elaine ya tenía su propio plan de fuga. En ese momento Guybrush pierde el elixir y LeChuck comienza a golpearle por toda la isla, hasta que llega al Emporio de Barcos de Stan, donde encuentra una botella de cerveza de raíz. Sustituyendo al elixir, pulveriza la cerveza sobre LeChuck, y el pirata fantasma es destruido. 
Con LeChuck derrotado, Guybrush y Elaine disfrutan de un romántico momento, viendo fuegos artificiales... aunque ellos no lo saben, les aguardan muchas más aventuras.

## Jugabilidad
LucasArts perfecciona en este juego el motor SCUMM que crea la esencia de las aventuras gráficas point-and-click creado y desarrollado en sus anteriores títulos Maniac Mansion o Indiana Jones and the Last Crusade. Mediante la técnica del point-and-click, el jugador guía al protagonista a través del mundo e interactúa con el entorno seleccionando uno de los doce verbos (nueve en versiones más recientes). Conversando con otros personajes, el jugador puede escoger los temas de conversación, siendo uno de los primeros juegos que presentaron esta libertad de elección. El juego en sí es interrumpido a veces por secuencias no interactivas que informan de acontecimientos paralelos relevantes para el desarrollo de la trama. Como en otros juegos de LucasArts, la filosofía de diseño cree en la idea de hacer la muerte del personaje un evento prácticamente imposible (Guybrush puede morir en un solo momento del juego si, bajo el agua, se espera 10 minutos a que se ahogue).

## Impacto social

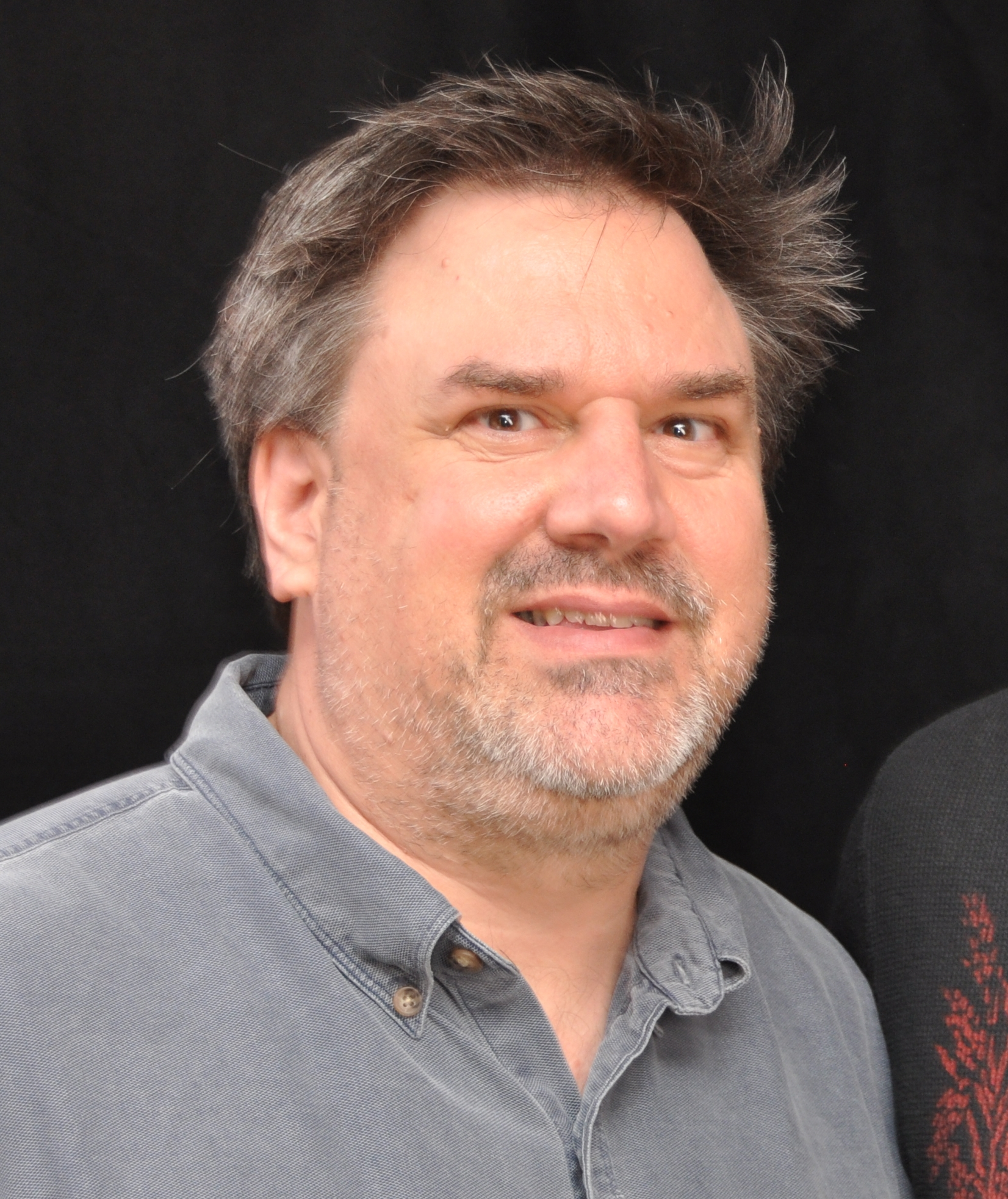
El creador de la saga y del juego original, Ron Gilbert, en una foto durante 2011.

La saga de Monkey Island dispone de fanes acérrimos lo cual ha llevado a crear una obra teatral o grupos que reproducen su melodía en sus conciertos.
El creador de ésta saga Ron Gilbert ha declarado en alguna ocasión que su argumento está basado principalmente en dos referencias anteriores: La atracción de DisneyWorld "Piratas del Caribe" (Pirates of the Caribbean) inaugurada en 1967 y la novela "En Costas Extrañas" (On Stranger Tides) de Tim Powers, escrita en 1987, en cuyo argumento hay una mezcla de piratería, zombis y vudú. 
Tras el estreno de la película Piratas del Caribe: La Maldición de la Perla Negra los fans del videojuego pudieron ver varias coincidencias que iban más allá de la referencia a la atracción de DisneyWorld. Curiosamente, la cuarta entrega de las películas se llamó Pirates of the Caribbean: On Stranger Tides . Por todo ello, aunque en el videojuego pueden verse referencias claras al parque de atracciones (por ejemplo la escena del perro y la llave), puede también pensarse que la saga de películas está en parte retro-inspirada en la saga de videojuegos y/o en el libro de Tim Powers.